# Regelbau V229
La casemate de type Regelbau V229 est une casemate répondant au standard Regelbau. Sa mission est de servir de support pour des radars de type FuMo 214, ou Wurzburg Riese. Elle a été construite à près de 1 500 exemplaires.

## Construction
Sa construction nécessitait 30 m3 de béton.
La structure pesant près 1,5 tonne assure la stabilité du radar est construite en béton avec ou sans armature en fer. Des tiges filetées scellées dans le socle permettent de fixer la structure métallique.

## Architecture
L'ouvrage est composé d'une base hexagonale. Elle comprend un seul étage.
En fonction de son implantation, le bunker est entouré d’un mur pare-éclats, variable en fonction de la configuration du terrain. Sur les sites les plus isolés, on ne trouve pas trace de cette petite enceinte extérieure.

## Exemplaires
Environ 1 500 de ces bunkers ont été construits pendant la Seconde Guerre mondiale.